# 鈴木芳如
鈴木 芳如（すずき ほうじょ、別名：すずき ほうにょ、1884年（明治17年）6月16日 - 1972年（昭和47年）11月15日）は、明治・昭和期の俳人。本名、よ志。文具店「オカモトヤ」の会長も務めた。

## 経歴
1884年（明治17年）、士族の娘として東京府麹町区（現在の東京都千代田区麹町）に生まれる。
18歳の時、写真技師を志し神田小川町の写真館に勤める。
1908年（明治41年）、写真館の主人の息子である鈴木安二と結婚。二男二女をもうける。夫・安二の事業失敗により、1912年虎ノ門に文具店を開業した。のちに「オカモトヤ」を創業。
夫の安二が亡くなると、家業の傍ら俳句を志して黒岩漁郎、竹原泉園に師事。「さつき」「欅」の門をたたく。1940年頃より原石鼎に師事し、「鹿火屋」にも参加。池内たけしにも学んでいる。
1943年（昭和18年）、神奈川県大磯町にある鴫立庵の18世庵主となる。
1948年（昭和23年）、句誌「こよろぎ」を主宰。中村汀女、深川正一郎らも参加していた。
1949年（昭和24年）に貞明皇后が鴫立庵に行啓、1951年（昭和26年）には西行の歌碑(佐々木信綱揮毫）を庵内に建立する。毎年3月に行われる大磯町の「西行忌」は、芳如の発案とされている。
1962年（昭和37年）、高齢を理由に鴫立庵庵主を山路閑古に譲る。
1972年（昭和47年）、350号をもって「こよろぎ」を廃刊。同年、句道発展の功により、勲六等宝冠章を授与される。同年11月15日、死去。
代表句

## 著書
- 自伝『あの頃』鴨立庵保存会東往吟社、1953[2]
- 文集『串柿』1939[2]
- 『子露柿』（鈴木よし女名義）1944[2]
- 没後句文集『ささら波』2巻、1977[2]
- 『芳如家集』1974[2]